# Gîte hydrothermal
Les gîtes hydrothermaux se forment par l'accumulation de minéraux précieux à partir d'eaux chaudes circulant dans la croûte terrestre à travers des fractures. Ces eaux chaudes transportent des métaux en solution, et lorsqu'elles atteignent un volume restreint de roche, ils deviennent sursaturés, entraînant la précipitation des minéraux. Dans certains cas, ces minéraux peuvent être extraits de manière rentable par des activités minières, on parle alors de gisement hydrothermal. Cependant, la découverte de gisements minéraux est un processus complexe et coûteux, avec seulement environ un prospect sur mille exploré par les entreprises qui se transforme en une mine rentable. On considère comme un gisement minéral toute concentration géologiquement significative d'une roche ou d'un minéral économiquement exploitable dans une zone définie. Le fait qu'un gisement minéral soit connu mais inexploité peut indiquer un manque de rentabilité.
Les gîtes hydrothermaux se répartissent en six sous-catégories principales, à savoir les porphyres, les skarns, les amas sulfurés volcanogéniques (VMS), les gîtes sédimentaires exhalatifs (SEDEX), et les gîtes épithermaux de type vallée du Mississippi (MVT). Chaque type de gîte hydrothermal se distingue par ses structures, son âge, ses dimensions, ses concentrations, ses formations géologiques et ses caractéristiques particulières, ce qui leur confère une valeur unique. Ses appellations découlent généralement de leur mode de formation, de leur emplacement géographique ou de leurs caractéristiques distinctives.
Les gîtes de type porphyre apparaissent généralement dans les systèmes de circulation de fluides hydrothermaux développés autour de chambres magmatiques felsiques à intermédiaires ou de plutons en cours de refroidissement. Cependant, ces minéraux n'ont pas précipité directement à partir du magma. D'autre part, un gisement de skarn est constitué d'un assemblage de minerais et de minéraux calco-silicatés, résultant du remplacement métasomatique de roches carbonatées dans l'auréole de contact d'un pluton. Les dépôts d'amas sulfurés volcanogéniques se forment lorsque le magma mafique situé en profondeur dans la croûte océanique, probablement à quelques kilomètres sous la surface, agit comme une source de chaleur, induisant une circulation convective de l'eau de mer à travers la lithosphère océanique. Le fluide hydrothermal lessive les métaux présents dans les roches de la lithosphère en descendant, puis précipite les minéraux en remontant. Les dépôts sédimentaires exhalatifs, également appelés dépôts SEDEX, sont des dépôts de sulfures de plomb-zinc formés dans les bassins sédimentaires intracratoniques par l'évacuation sous-marine de fluides hydrothermaux. Ces gisements sont généralement situés dans des shales. Les dépôts épithermaux hydrothermaux sont constitués de veines ou de groupes de veines rapprochées ; les types Vallée du Mississippi (MVT) sont présents dans le calcaire ou la dolomite, à proximité de dépôts d'évaporites et se déposent dans un milieu marin peu profond. Dans ce type d'environnement géologique, les roches volcaniques, les plissements et le métamorphisme régional sont absents.

## Généralités
Un gisement de minerai est le volume de roche dont l'exploitation est profitable. Il existe donc de nombreuses paramètres permettant d'en évaluer la rentabilité, comme le prix, le tonnage ou l'emplacement. Les produits minéraux peuvent être classés comme métaux ou non-métaux. Les métaux font référence aux éléments du tableau périodique qui comprennent les métaux communs, ferreux, fissiles mineurs et précieux. D'autre part, les non-métaux font référence aux minéraux industriels tels que le gypse, les diamants, le pétrole, le charbon et les granulats. Il est rare de trouver des gisements hydrothermaux de minéraux économiquement précieux et récupérables, ce qui signifie qu'ils sont très peu étendus par rapport à la superficie totale de la surface terrestre.
Ces types de gisements sont généralement considérés distinct les uns des autres tout en présentant des caractéristiques communes et dans un contexte géodynamique quadridimensionnel similaire. La formation de gisements d'un type particulier peut varier dans le temps et dans le lieu, mais différents types de gisements peuvent également se former de manière synchrone, mais spatialement séparés au sein du même vaste orogène.
Les gisements hydrothermaux sont des éléments clés dans presque toutes les activités industrielles modernes.
| Igné          | Les minerais sont précipités directement à partir d’un magma. |
| Sédimentaire  | Les minerais sont concentrés ou formés par des processus sédimentaires. |
| Métamorphique | Les minerais se forment lors du métamorphisme. |
| Hydrothermale | Les minerais sont précipités par une solution hydrothermale qui s'infiltre à travers les espaces intergranulaires et le long des plans de stratification et des fractures des roches encaissantes. |

Selon certains chercheurs, les solutions hydrothermales peuvent se former selon quatre, voire cinq scénarios d'origine, bien que tout échantillon unique de solution soit généralement un mélange de deux ou plusieurs types :
1. Fluide deutérique dérivé du magma à un stade tardif de cristallisation[11]
2. Fluide métamorphique dérivé de l'élimination progressive des fluides hydrothermaux au cours du métamorphisme régional[11]
3. Eau météorique descendant de la surface[11]
4. Fluide formé par le dégazage du noyau ? et manteau[11]
5. Les saumures de bassin sont également considérées comme une source possible de fluides hydrothermaux. On pense que les fluides sont de l'eau connée expulsée des sédiments par des compactions et des forces tectoniques.

Les minerais peuvent se former en même temps et à partir des mêmes processus que la roche hôte, appelés alors syngénétiques, ou légèrement après la formation de celle-ci, peut-être lors de l'altération ou du compactage, phénomènes nommés diagénétiques, ou encore ils peuvent se former bien plus tard que la roche hôte ou dans un évènement épigénétique. La roche hôte constitue l'entourage du gisement de minerai,.
| Sous-catégorie Gisement hydrothermal | Abréviation connue | Formation    | Principaux métaux | Roches hôtes |
| ------------------------------------ | ------------------ | ------------ | ----------------- | --- |
| Porphyre                             | Modèle:Sdash       | Épigénétique | Cu, Mo, Au        | Le minerai est spatialement associé à une ou plusieurs intrusions de haut niveau de composition felsique à intermédiaire telle que le granite, la granodiorite ou la diorite.        |
| Skarn                                | Modèle:Sdash       | Épigénétique | Cu, Mo, Ag, Au    | Un gisement de skarn est un assemblage de minerais et de minéraux calco-silicates, formé par remplacement métasomatique de roches carbonatées dans l'auréole de contact d'un pluton. |
| Sulfure massif volcanogène           | VMS                | Syngénétique | Cu, Zn, Pb        | Les roches encaissantes sont principalement volcaniques, les roches volcaniques felsiques indiquant un contexte convergent (arc insulaire ou ceinture orogénique).                   |
| Exhalatif sédimentaire               | SEDEX              | Syngénétique | Zn,Pb             | Ces gisements sont généralement stratiformes et sont généralement encaissés dans des schistes.                                                                                       |
| Épithermique                         | Modèle:Sdash       | Épigénétique | Au, Ag            | Les roches encaissantes peuvent être du granite muscovite cisaillé, de petits plutons.                                                                                               |
| Type de la vallée du Mississippi     | MVT                | Épigénétique | Pb, Zn            | Les gisements MVT sont encaissés dans des roches carbonatées, tandis que les gisements sedex se trouvent dans les schistes marins.                                                   |

## Gisements de minerai de porphyre

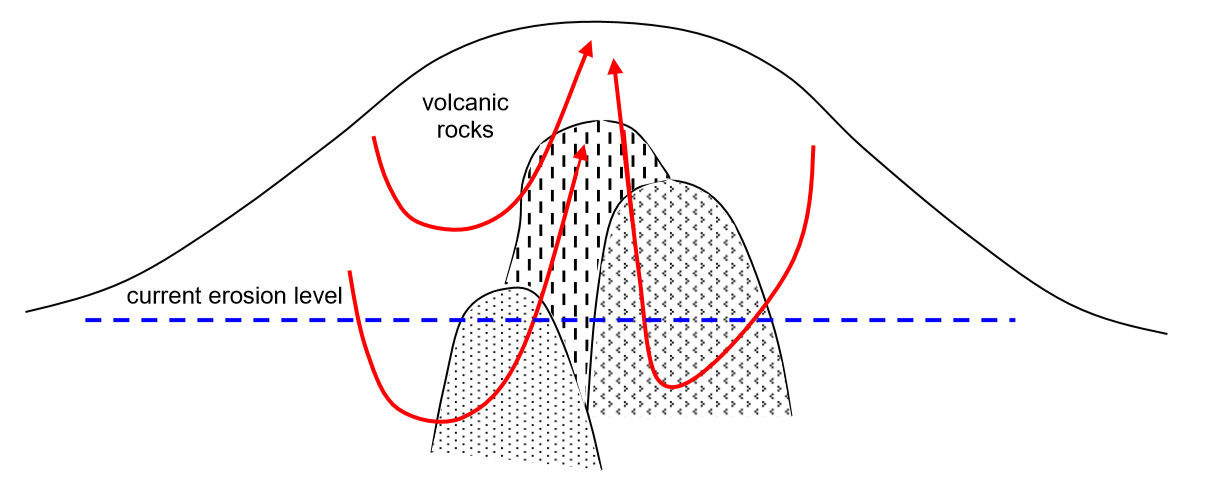
Coupe transversale hypothétique d'un volcan à arc insulaire montrant des intrusions mises en place dans le cœur du volcan. Lors du développement du minerai de type porphyre, une ou plusieurs intrusions auraient généré une phase fluide hydrothermale distincte et/ou agi comme une source de chaleur pour entraîner la convection des eaux météoriques (voir flèches rouges).

Les gisements de porphyre constituent la majeure partie de la production mondiale de cuivre et de molybdène, respectivement 60 et 95 % de l'approvisionnement.
Les gisements de minerai de type porphyre apparaissent dans des systèmes de circulation de fluides hydrothermaux déployés au-dessus et autour de chambres magmatiques felsiques subvolcaniques de haut niveau et/ou de plutons de refroidissement intermédiaires. Le minerai est temporellement et intrinsèquement lié aux intrusions, mais n'en est pas un produit de précipitation direct du magma.

### Formation
Les gisements minéraux porphyriques se forment lorsque deux plaques tectoniques entrent en collision dans une zone de subduction avancée. Quand à la suite, elles refroidissent, elles réagissent avec les roches existantes, et forment un gisement de cuivre. Le niveau de déplacement est généralement peu profond, à moins de deux kilomètres sous la surface, dans une zone volcanique active.
Voici un exemple de gisement porphyrique typique d'un arc insulaire :
1. La formation commence au début du volcanisme sur le fond marin au-dessus d'une zone de subduction dans une zone de collision océanique-océanique[1].
2. Puis, à mesure que le magma cristallise, les substances volatiles telles que l'eau, le dioxyde de carbone et le dioxyde de soufre augmentent en concentration dans la phase liquide du magma[1].
3. Finalement, à un stade très avancé de la cristallisation, la concentration de substances volatiles devient si grande qu'une phase fluide hydrothermale distincte se sépare du magma silicaté[1].
4. À mesure que la quantité de fluide hydrothermal augmente, la pression de vapeur augmente[1].
5. À un moment donné, la pression de vapeur dépasse la résistance des roches du toit sus-jacentes et une explosion volcanique se produit, fracturant la roche sus-jacente[1].
6. La réduction soudaine de la pression de confinement sur le magma restant conduit à une ébullition vigoureuse instantanée du magma à mesure que de plus en plus de substances volatiles se séparent[1].
7. Par conséquent, la fermeture des cassures dans les roches du toit par précipitation de minéraux permet à la pression de confinement d'augmenter à nouveau[1].
8. Au fil du temps, des magmas de plus en plus felsiques s'élèvent au cœur du volcan. Certains de ces magmas ultérieurs éclatent probablement en surface, formant de nouvelles couches de roches volcaniques qui seront ensuite éliminées par l'érosion[1].

Tôt ou tard, l'activité volcanique cesse et l'érosion enlève les parties supérieures du volcan et expose les roches intrusives et la minéralisation de stockwerks qui s'y trouvaient autrefois.

### Caractéristiques du porphyre
| Âge                      | Âge moyen de 13 millions d'années, arcs continentaux et océaniques d'âge tertiaire et quaternaire. |
| Taille                   | Parmi les plus importants au monde, notamment des gisements de type porphyre. |
| Emplacement              | Les 25 plus grands gisements de porphyre se trouvent dans le sud-ouest du Pacifique et en Amérique du Sud. |
| Roches hôtes             | Le minerai est associé à une ou plusieurs intrusions subvolcaniques de composition felsique à intermédiaire telles que le granite, la granodiorite ou la diorite. |
| Métaux économiques       | Dans les arcs insulaires où les plutons hôtes sont typiquement de composition andésitique, les éléments d'intérêt économique sont principalement le cuivre et l'or. En revanche, ceux qui se produisent dans les ceintures orogéniques continentales sont généralement de composition rhyolitique et contiennent du cuivre, du molybdène et de l'or, et dans certains cas de l'étain et/ou du tungstène. |
| Grade                    | Généralement de qualité inférieure et ont une valeur monétaire relativement faible. |
| Fractures                | Les minerais sont généralement confinés à de petites veinules et, moins souvent, à de plus grandes veines qui se sont formées comme remplissages de fractures dans les roches encaissantes. Des brèches hydrothermales peuvent souvent se produire, parfois sous forme de dykes de galets. |
| Altération hydrothermale | La roche encaissante des deux côtés de chaque veinule est généralement altérée à des degrés divers. Les minéraux primaires silicatés tels que le feldspath et l'amphibole sont remplacés par des minéraux hydrothermaux stables à des températures d'environ 400 °C ou moins comme la chlorite, l'épidote, la muscovite et le quartz. Les assemblages d'altération comprennent généralement des altérations potassiques proximales, phylliques intermédiaires ou QSP, et des altérations propylitiques et argiliques plus distales. Là où les veinules sont proches les unes des autres, les zones d'altération autour de chaque veinule se chevauchent, ce qui rend la roche entière altérée hydrothermiquement. |
| Activité minière         | Mine Bingham, gisement Chuquicamata, gisement El Teniente, mine Henderson |

## Gisements minéraux du skarn

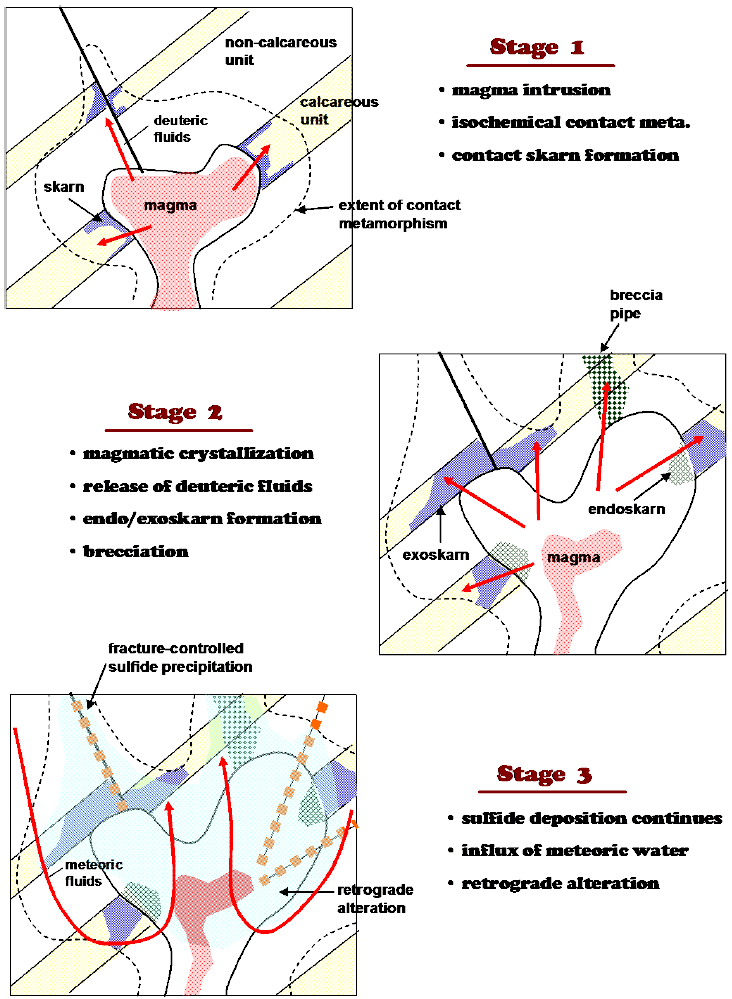
Formation de Skarn - trois étapes principales de la formation de ce gisement de minerai

Les gisements minéraux de skarn ont tendance à être de petite taille mais de haute qualité minérale. Ainsi, trouver un gisement de skarn rentable représente un équilibre et un défi.
D'un point de vue géologique, un gisement de skarn est un assemblage de minerais et de minéraux calco-silicates, formé par remplacement métasomatique de roches carbonatées dans l'auréole de contact d'un pluton. Les minéraux calco-silicates qui y sont typiques sont le grenat, l'épidote, le pyroxène, la chlorite, l'amphibole et le quartz, avec les minéraux magnésiens dominants si la dolomite est remplacée, tandis que les minéraux calciques dominent lorsque le calcaire est remplacé.
Les gisements de skarn présentent un intérêt économique, car ils renferment de nombreux métaux ainsi que de minéraux d'application industrielle.

### Formation
La formation du skarn, comme illustré dans la figure de droite, suit une progression en trois étapes :
1. Intrusion d'un corps magmatique felsique à intermédiaire riche en volatiles. Le métamorphisme de contact et le métasomatisme mineur, la formation de skarn, se produisent dans des endroits favorables[26].
2. Cristallisation continue du magma et libération généralisée de substances volatiles sous forme de fluide hydrothermal qui provoquent la formation généralisée de skarn et une bréchification localisée[26].
3. Caractérisé par une diminution des températures et une activité hydrothermale, au cours desquelles des dépôts de sulfures se produisent dans les veines et une altération rétrograde est courante[26].

Une association locale très étroite existe avec le granite, le skarn se trouvant uniquement dans le marbre, reconnu pour être un type de roche très réactif. La composition chimique du skarn ne ressemble à celle d'aucun type de roche ignée ou sédimentaire connu. De plus, diverses structures telles que des flexions dans le contact ou des lits de cornéennes imperméables ont affecté la répartition et la teneur du minerai dans les zones de skarn.

### Caractéristiques du skarn
| Taille                       | Relativement petites, elles pèsent généralement moins de 10 millions de tonnes, bien qu'il en existe quelques grandes, comme la mine Mission en Arizona, 320 millions de tonnes. |
| Métaux économiques           | Minerais de tungstène, d'étain, de molybdène, de cuivre, de fer, de plomb, de zinc et d'or. |
| Caractéristiques géologiques | Textures de roches non feuilletées créées par métamorphisme de contact telles que les cornéennes et le marbre. |
| Niveau d'emplacement         | Proximité étroite d'un pluton felsique à intermédiaire de taille relativement grande. Donc des profondeurs faibles. |
| Grade                        | Les zones minéralisées peuvent se transformer latéralement en marbre calcique ou dolomitique. |
| Géométrie                    | Les géométries équidimensionnelles sont les plus courantes. De nombreux gisements sont allongés le long de faiblesses structurelles telles que des failles et des lits de stratification. Les gisements les plus grands et les plus épais ont tendance à se trouver là où les lits de carbonate se trouvent immédiatement au-dessus des contacts de pluton légèrement inclinés. |
| Activité minière             | Les mines de Grasberg et Ertsberg font partie d'un complexe minier unique situé dans les montagnes coiffées par les glaciers de la Nouvelle-Guinée occidentale, en Indonésie. Ensemble, ils constituent la plus grande mine de cuivre-or au monde, avec des réserves de 2,8 milliards de tonnes titrant 1,1 % de Cu et 1,1 g/t Au.                                              |

## Gisements veineux hydrothermaux épithermaux

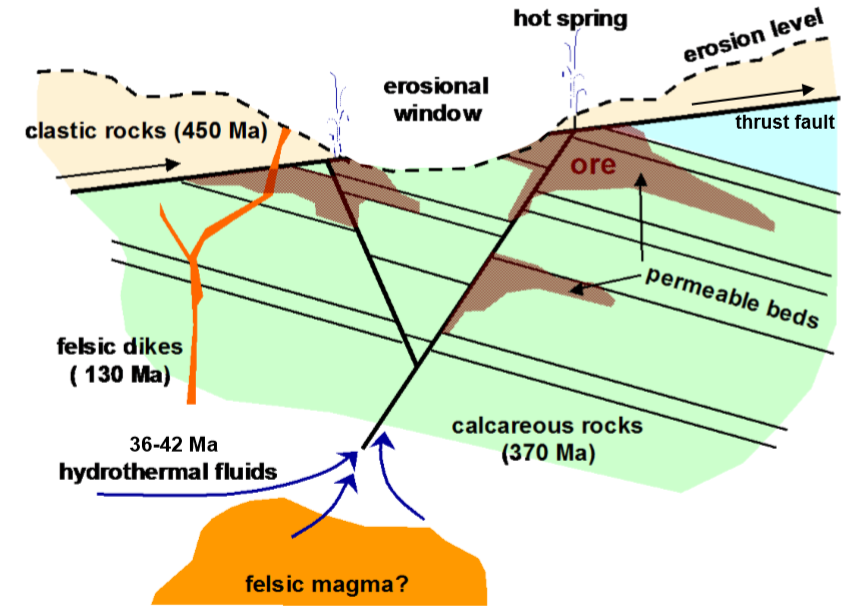
Des solutions hydrothermales ascendantes riches en or, soufre et métaux ont été canalisées vers le haut le long des principales zones de fractures et de failles. Le fluide qui a atteint la surface se serait évacué sous forme de sources chaudes et de geysers. L'érosion localisée à travers la nappe de charriage a créé des fenêtres sur les roches minéralisées sous-jacentes. Adapté de Edwards et Atkinson (1985).

Les gisements de minerai filonien hydrothermal sont constitués de veines discrètes ou de groupes de veines étroitement rapprochées. On pense que ces veines se forment par la précipitation de solutions hydrothermales qui circulent le long des discontinuités d'une masse rocheuse. Généralement d'origine épithermale, ces gisements se forment à des niveaux crustaux relativement élevés et à des températures modérées à basses. Ils sont épigénétiques, se formant après leurs roches hôtes.

### Formation
Les gisements filoniens hydrothermaux sont de trois catégories principales :
1. Association de plutons felsiques - de nombreuses veines sont spatialement associées à des plutons felsiques, probablement parce qu'un pluton est une source de fluides deutériques.
2. Association de roches volcaniques mafiques – de nombreuses veines et paquets de veines se trouvent dans des séquences volcaniques mafiques telles que les ceintures de roches vertes du Bouclier canadien.
3. L'association métasédimentaire.

Deux possibilités principales expliquent l'origine du minerai, toutes deux hydrothermales :
La première, la montée d’un petit corps de magma felsique peut conduire à :
- La libération de fluide hydrothermal deutérique, ou
- La création d'un réseau d'eau météorique convective entraîné par le pluton chaud.

Certains éléments proviennent du lessivage des parties déjà solidifiées du pluton. Les fluides ont migré vers le haut et vers l'extérieur à travers des fractures dans la partie solidifiée du pluton granitique, entraînant la précipitation des minerais dans les veines et altérant les roches encaissantes.
Une autre possibilité est qu'un événement de cisaillement régional s'est développé dans la croûte. Ce cisaillement a eu lieu à des températures de l'ordre de 300 à 400 °C. Par conséquent, l'événement de cisaillement pourrait avoir été accompagné de la génération et du mouvement de fluides hydrothermaux pendant que la croûte était soumise à une dévolatilisation prograde. Ce fluide aurait pu lessiver les éléments du minerai d'une partie du pluton granitique pour les reprécipiter dans des veines dans une autre partie du même pluton, les concentrant ainsi efficacement.

### Caractéristiques
Les gisements de minerai épithermaux se forment à faible profondeur et ont généralement une géométrie tabulaire (bidimensionnelle).

### Activité minière
Les veines d'or et d'argent du nord-ouest du Nevada et les grandes veines d'ions telles que les veines de fluorine de la mine de St. Lawrence à Terre-Neuve et les veines d'étain qui composaient la mine East Kemptville dans le sud-ouest de la Nouvelle-Écosse sont des exemples représentatifs.

## Gisements minéraux de sulfures massifs volcanogènes

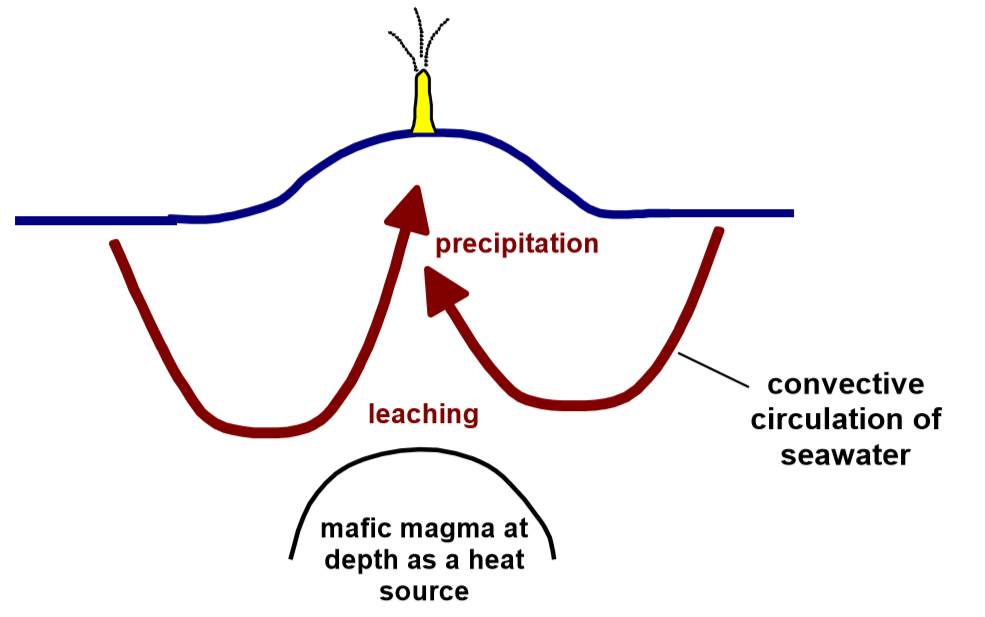
Origine des fumoirs modernes des fonds marins et des anciens gisements de sulfures massifs volcanogènes : le magma mafique en profondeur (peut-être à quelques kilomètres sous la surface) agit comme une source de chaleur, provoquant une circulation convective de l'eau de mer à travers la croûte océanique.

Les sulfures massifs volcanogènes (SMV ou VMS) sont à l'origine de près d'un quart de la production mondiale de zinc, et en contribuent également à la production de plomb, d'argent et de cuivre. Leurs gisements tendent à être de grands car leur formation dure une longue période et leur teneur en minéraux précieux est relativement élevée. Les principaux minéraux en sont des minéraux sulfurés tels que la pyrite, la sphalérite, la chalcopyrite et la galène.
Le terme gisement de « sulfures massifs » désigne tout gisement contenant plus de 50 % de minéraux sulfurés. Le épithète « volcanogène » indique qu'ils seraient originellement liés au volcanisme actif au moment du dépôt des sulfures. Les gisements de SMV seraient donc d'âge syngénétique ou peut-être légèrement diagénétique par rapport à leurs roches volcaniques hôtes.

### Formation
Le dépôt de SMV est dû principalement à deux raisons :
1. Le mélange entre les fluides minéraux chauds ascendants et l'eau froide descendante.
2. Le refroidissement de la solution ascendante de haute température.

Les dépôts de SMV apparaissent dans les zones d'extension et de volcanisme actif. L'eau de mer froide, alcaline, pauvre en métaux et, dans certains cas, est le fluide d'origine principale, pouvant contenir une moindre proportion de fluide magmatique.
La principale source de minéraux est la roche volcanique traversée par l’eau de mer qui en extrait les éléments.
L'eau de mer se réchauffant, des courants de convection se forment et remontent avec les minéraux, et se jaillissent au fond de la mer ou immédiatement sous la surface sous forme de monts hydrothermaux.
Le magma remonte depuis le manteau terrestre, refroidit dans la croûte puis laissent échapper des fluides volatils contenant des métaux qui se déplacent jusqu'à la surface et, avec le temps, ces accumulations deviennent des dépôts minéraux.
Lorsque les fluides volatils de haute température d'origine magmatique rencontrent des liquides froids tels que l'eau de mer descendant via des fissures et des failles, il se produit, en raison de la grande différence de température et de propriétés chimiques, des précipitations minérales, donnant la couleur noire dans le magma des fumeurs noirs qui apparaissent dans les fonds marins.
Les roches hôtes sont principalement d'origine volcanique, avec des roches volcaniques felsiques indiquant un cadre convergent tel qu'un arc insulaire ou une ceinture orogénique. Des lits sédimentaires mineurs tels que le chert et l'ardoise se trouvent dans les dépôts de sulfures massifs volcanogènes (VMS) et indiquent un dépôt marin, sous la base des vagues.
Les dépôts de SMV se sont formés sur le fond marin, de la même manière que celle des fumeurs actuels du fond marin. Les recensements les plus récents de gisements de VMS terrestres indiquent environ 1 100 gisements dans plus de 50 pays et 150 champs ou districts miniers différents.

### Caractéristiques du VMS
| Âge                  | Presque n’importe quel âge peut potentiellement héberger un gisement de VMS, les gisements de VMS les plus anciens datent de 3,4 milliards d’années. |
| Taille               | Lentilles individuelles d'une centaine de mètres d'épaisseur et s'étendant sur une centaine de mètres le long de leur direction. La taille médiane des gisements n'est que d'environ 70 000 tonnes. |
| Les types            | Il existe trois types de minerais sulfurés que l’on peut trouver dans ces gisements minéraux. 1. Le minerai en filonnets, constitué de veines de quartz-chalcopyrite-pyrite, est proéminent à la base stratigraphique du minerai. 2. Le minerai sulfuré massif présente localement des caractéristiques stratiformes primaires telles que la stratification et la granulométrie. 3. Le minerai de brèche est commun près du sommet du minerai, avec des fragments de sulfure atteignant 10 m ou plus de diamètre. Bien que la brèche puisse être le résultat d'une hydrofracturation ou d'un effondrement dans un fumeur de fond marin, une origine tectonique telle qu'une faille ne peut être écartée. Le minerai est riche en Zn en tête et en Cu à la base. |
| Géométrie            | Généralement tabulaire à lensoïde, et varie de moins de 1 à plus de 150 millions de tonnes. Ils se produisent souvent en grappes. |
| Minéraux économiques | Chalcopyrite (Cu), sphalérite (Zn), galène (Pb), argent et or. Les minéraux dominants de la gangue sont le quartz, la pyrite et la pyrrhotite. Des lentilles de barytine (BaSO 4), de gypse ou d'anhydrite sont associées aux sulfures dans certains gisements. |
| Activité minière     | Flin Flon, Manitoba, Canada, mine Kidd Creek, Ontario, Canada |

## Dépôts minéraux sédimentaires exhalatifs

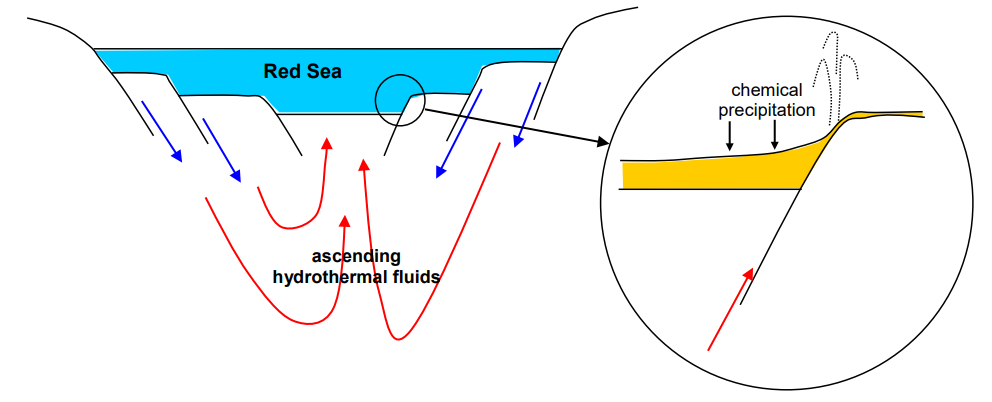
Le modèle pétrogénétique de l'origine des gisements de sulfures de la mer Rouge. L'eau de mer froide (flèches bleues) pénètre dans le fond marin via des fractures profondes. En descendant, il se réchauffe et lessive le Si, les métaux et autres solutés des basaltes des fonds marins.

Les gisements sédimentaires exhalatifs (SEDEX) représentent 40 % de la production mondiale totale de zinc, 60 % du plomb et une proportion significative d'argent. Malgré leur importance économique, ces gisements sont relativement rares. Un recensement mondial des gisements SEDEX indique qu'environ 70 d'entre eux sont connus, dont 24 ont été ou sont actuellement exploités. La plupart de ces gisements ne sont pas rentables à exploiter en raison de leur qualité relativement faible ou de leur taille de grain exceptionnellement fine, ce qui entraîne une faible récupération à l'usine.
Les gisements sédimentaires exhalatifs (SEDEX) sont des gisements de sulfures de plomb et de zinc formés dans les bassins du rift intracratonique par l'évacuation sous-marine des fluides hydrothermaux. Ces dépôts sont généralement stratiformes, tabulaires et lenticulaires, encaissés dans des schistes, bien que des roches sédimentaires détritiques ou même des carbonates puissent également les héberger.

### Formation
Les gisements SEDEX se forment dans des bassins sédimentaires sous un environnement d'extension tectonique régional, généralement sous l'océan. Dans ce contexte, l'eau de mer froide (flèches bleues) se mélange à l'eau du bassin. À travers des failles sinsédimentaires, elle s'écoule vers le fond du bassin, où elle est chauffée par le gradient géothermique. Ultérieurement, cette eau chauffée remonte par des courants convectifs (flèches rouges). Ce processus contribue à la formation des gisements SEDEX riches en sulfures de plomb et de zinc.
L'origine des gisements de sulfures de la mer Rouge est expliqué par le parcours hydrologique : l'eau de mer froide (flèches bleues) pénètre dans le fond marin via des fractures profondes. En s'infiltrant, elle se réchauffe et lessive le silicium, les métaux et autres solutés des basaltes des fonds marins.
Le soufre peut avoir pour origine la réduction bactérienne du sulfate marin, processus se passant au fond du bassin. Il peut également provenir du lavage des strates sous le fond marin ou de la réduction thermochimique du sulfate marin. La précipitation des minéraux sulfurés pourrait être déclenchée de façon inorganique et/ou bactérienne.

### Caractéristiques SEDEX
| Taille           | Moyenne 41 millions de tonnes Se présentent généralement sous la forme de lentilles stratiformes avec des épaisseurs maximales comprises entre 5 et 20 m seulement. En revanche, la sphalérite a tendance à être concentrée dans les parties externes à faible teneur des corps minéralisés. |
| Grade            | 6,8 % de Zn, 3,5 % de Pb et 50 g/t d'Ag |
| Minéraux         | Zinc, plomb, argent, cuivre, étain et tungstène |
| Géométrie        | Forme de lentilles stratiformes avec des épaisseurs maximales comprises entre 5 et 20 mètres seulement. |
| Activité minière | Mt Isa, Australie, Red Dog, États-Unis, Mine Sullivan |

## Gisements minéraux de typeVallée du Mississippi

### Formation

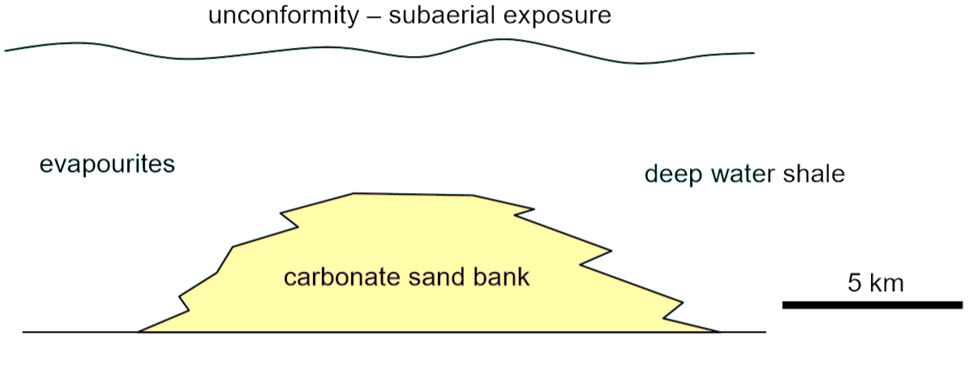
Modèle pétrogénétique des dépôts MVT en général - Des bancs de sable carbonatés déposés sur une plate-forme marine tropicale peu profonde séparent des bassins d'évaporites d'eau très peu profonde (vers la terre) et des boues d'eau plus profondes (vers la mer).

Les gisements de type Mississippi Valley ou Vallée du Mississipi (MVT ou TVM) se forment dans du calcaire ou de la dolomite déposés sur des plates-formes marines peu profondes, dans un environnement intraplaque tectoniquement stable. Dans ce type d'environnement, les roches volcaniques, les plissements et le métamorphisme régional sont généralement absents. Ces gisements MVT sont généralement situés à proximité des évaporites et/ou sous des discordances.
Les dépôts sont en discordance avec la stratification et confinés à des strates spécifiques. Les structures qui renferment le minerai sont le plus souvent des zones de dolomite fortement bréchifiée. Ces structures peuvent être plus ou moins verticales, traversant la stratification à des angles aigus, ou au contraire elles peuvent avoir une forme lenticulaire s’étendant dans la même direction que la stratification.
Le modèle pétrogénétique suivant peut expliquer les gisements MVT en général :
1. Les minerais remplissent les cavités et les fractures de la dolomite. Ils doivent donc être d’origine hydrothermale et épigénétique.
2. Les fluides hydrothermaux impliqués devaient avoir une température assez basse puisqu'aucune roche de la région n'est métamorphosée de quelque manière que ce soit.
3. De plus, la présence de nombreuses cavités implique que les roches étaient si peu profondes que la pression confinée était insuffisante pour effondrer les cavités.
4. De plus, la sphalérite est généralement jaune très pâle, ce qui signifie qu’il s’agit qu'elle s'est formée à basse température et est riche en zinc et pauvre en fer.
5. Le dépôt de minerai s'est produit près de la surface, pendant ou peu après le développement du karst.

Ces dépôts sont discordants sur l'échelle de strates des dépôts.
Les structures hébergeant le minerai sont le plus souvent des zolinknes[Quoi ?] de dolomite hautement bréchifiée.
Ces structures peuvent donner se déployer de façon plus ou moins verticales, traverser le litage à des angles élevés, ou encore avoir une forme lenticulaire s'étendant dans le même sens que les strates.

### Caractéristiques du MVT
| Taille           | Ils pèsent généralement moins de 10 millions de tonnes chacun et se produisent généralement en grappes. Jusqu'à 400 gisements individuels se trouvent dans le seul district minier de la haute vallée du Mississippi. |
| Grade            | Généralement compris entre 5 % et 15 % de Pb et Zn combinés. Les sulfures de fer sont généralement mineurs, bien que la pyrite et la chalcopyrite puissent être présentes et même abondantes dans quelques gisements. |
| Roches hôtes     | Calcaires et dolomite, déposés sur des plates-formes marines peu profondes dans un environnement intraplaque tectoniquement stable                                                                                    |
| Minéraux         | Sphalérite et galène |
| Activité minière | Mine de Pine Point, Territoires du Nord-Ouest |

Les gisements de type Vallée du Mississippi ressemblent aux gisements de la Mer Rouge, qui sont des analogues modernes des anciens gisements SEDEX, à quelques différences toutefois :
- Les gisements MVT sont encaissés dans des roches carbonatées, tandis que les gisements SEDEX se trouvent dans les schistes marins.
- On pense que les gisements MVT se forment dans des eaux très peu profondes, probablement à moins de 50 mètres de profondeur, tandis que les gisements SEDEX peuvent se former dans des conditions marines relativement profondes.
- La minéralisation est caractérisée par une granulométrie grossière, des cavités, des fragments de brèche et des cristaux automorphes. En revanche, la minéralisation SEDEX est généralement à grains fins et laminée.
- Les gisements MVT sont stratiformes tandis que les gisements SEDEX ont tendance à être stratiformes
- Le cuivre et la pyrite/pyrrhotite sont généralement absents ou mineurs dans les gisements MVT, alors qu'ils peuvent être plus abondants dans les gisements SEDEX.